# Погорелов, Фёдор Александрович
Фёдор Погоре́лов (род. 23 мая 1982, Ленинград) — российский теле- и радиоведущий, журналист, футбольный комментатор, музыкант, экскурсовод.

## Биография
Родился и вырос в Санкт-Петербурге. За время учёбы сменил три школы. В 1999 году поступил в Санкт-Петербургский государственный университет на факультет социологии по специальности «Социология знания и социология науки». В 2003 году пришёл на телевидение. На Пятом канале работал корреспондентом программы «Неделя в большом городе», был сценаристом и шеф-редактором программы «Культурный слой» со Львом Лурье, корреспондентом программы «Утро в большом городе», а также редактором по регионам программы «Большая страна. Спорт».
С 2004 по 2006 год был ведущим и редактором футбольного ток-шоу «12 игрок» на Пятом канале. В январе — августе 2006 года — пиар-директор футбольного клуба «Зенит». В 2007—2016 — главный редактор Радио «Зенит». Вёл программы «Заметки на полях», «Футбольное обострение». В 2009—2014 — автор журнала «PROЗенит» — официальной клубной программы.
В 2010 году стал участником музыкальной группы «Есть Есть Есть» (ритм-гитара). В 2010 году выступил в роли продюсера фильма «Наше имя — Зенит». В 2011—2013 годах — ведущий телепрограммы «Утро на „Пять“» на Пятом канале. Периодически комментировал матчи с участием «Зенита» на телеканале «100 ТВ».
30 марта 2012 года признан лауреатом конкурса журналистов Санкт-Петербурга и Ленинградской области в номинации «Работа в спортивной журналистике (все СМИ)» за программу «Футбольное обострение» (Радио «Зенит»). С 2012 года — член Союза журналистов Санкт-Петербурга и Ленинградской области. В 2012 году возглавил редакцию обновлённого клубного издания «Наш Зенит». До декабря 2018 — совладелец бара-рюмочной «О, спорт!». В футбольном сезоне 2017/18 — ведущий телеканала «78», комментатор матчей «Зенита» и «Тосно». В сезоне-2016/17 комментировал некоторые матчи «Зенита» на телеканале «Наш футбол».
С 2019 по 2022 год — экскурсовод и совладелец бюро авторских прогулок «Тихий ход». В качестве экскурсовода сотрудничает с Домом культуры Льва Лурье. В 2019—2022 годах — начальник отдела спорта сайта Фонтанка.ру. Соведущий Youtube-передачи «Грустная передача о футболе».

### Личная жизнь
Сын Иван от первого брака. Вторая жена Вера Александрова. Дочери Мария, Цецилия, удочерённые Сусанна, Александра Александровы.
Старший брат Максим с 2012 года работал генеральным директором телеканала «100ТВ». Также работал руководителем аппарата президента РФС при Сергее Фурсенко, заместителем генерального директора «Национальной Медиа Группы», заместителем генерального директора «Газпром трансгаз Санкт-Петербург», директором юридической практики PricewaterhouseCoopers в Санкт-Петербурге. Возглавлял агентство спортивного маркетинга «iSport». По состоянию на 2021 год — и. о. директора департамента по развитию молодёжного футбола ФК «Зенит». В октябре 2022 как председатель Комитета стратегического развития ОФФ «Северо-Запад» вошёл в состав комитета профессионального футбола РФС.

## Дискография
В составе «Есть Есть Есть»
- 2011 — «Дорогой мой человек»
- 2012 — «Сатана в отпуске»

## Фильмография
2010 — «Наше имя — Зенит» (продюсер)